# Таміка кенійська
Та́міка кенійська (Cisticola aberdare) — вид горобцеподібних птахів родини тамікових (Cisticolidae). Ендемік Кенії.

## Опис
Довжина птаза становить 12-15 см, вага 18-24 г. Верхня частина тіла смугаста, охристо-чорна, нижня частина тіла рівномірно охриста.

## Поширення і екологія
Кенійські таміки є ендеміками гірського хребта Абердер. Вони живуть на високогірних луках і в чагарникових заростях на висоті від 2300 до 3700 м над рівнем моря.

## Поведінка
Кенійські таміки харчуються комахами, яких ловлять в траві. Вони моногамні і територіальні. Гніздяться з січня по квітень і з серпня по листопад. Гніздо кулеподібне, зроблене з листя і гілочок.

## Збереження
МСОП вважає цей вид вразливим. За оцінками дослідників, Популяція кенійських тамік нараховує 50-100 тисяч птахів. Їм загрожує знищення природного середовища.